# Yema Auto
Sichuan Yema Automobile Co., Ltd. es un fabricante de automóviles chino que fabrica autobuses y automóviles bajo la marca Yema desde 2002. La empresa fue fundada en los años 1980.  En enero de 2019, Yema Auto fue adquirida por Levdeo, una empresa china de vehículos eléctricos de baja velocidad que produce vehículo eléctrico de barrio.

## Desarrollo
Yema Auto tiene tres bases de fabricación ubicadas por separado en Chengdu y Mianyang: la sede de Chengdu, la sucursal de Chengdu New Energy y la sucursal de Mianyang. La sede de Chengdu incluye Chengdu Passenger Vehicle Co. y Chengdu Bus Co., donde se fabrican autocares, autobuses de cercanías, autobuses urbanos, vehículos de pasajeros (SUV y MPV) y vehículos de nuevas energías. 
La sucursal de Mianyang está ubicada en la zona de desarrollo industrial de alta tecnología de Mianyang, Cubriendo un área de alrededor de 1,3 millones de metros cuadrados, con una inversión total de más de 3 mil millones de RMB. Ha establecido una base de fabricación equipada de primer nivel con cuatro procesos completos de producción de vehículos de líneas de producción de múltiples vehículos y automatización total para vehículos tradicionales y de nueva energía en el año 2014.
A partir de enero de 2019, Levdeo adquirió Yema Auto y reveló planes para reorganizarla estratégicamente, lanzando vehículos eléctricos construidos sobre plataformas de vehículos de gasolina Yemo existentes bajo el nuevo lanzamiento.
Los productos de la marca Yema cubren vehículos de pasajeros, autobuses y vehículos de nuevas energías (vehículos de pasajeros eléctricos y autobuses eléctricos), incluidos más de 40 modelos.

## Modelos
No producción
- SQJ6480 Estate (solo prototipo)
- SQJ6485 Estate SUV (solo prototipo)

camioneta
- SQJ6450/6450N (austin maestro camioneta)

monovolumen
- Spica (MPV, con forma de Toyota Alphard)

CUV

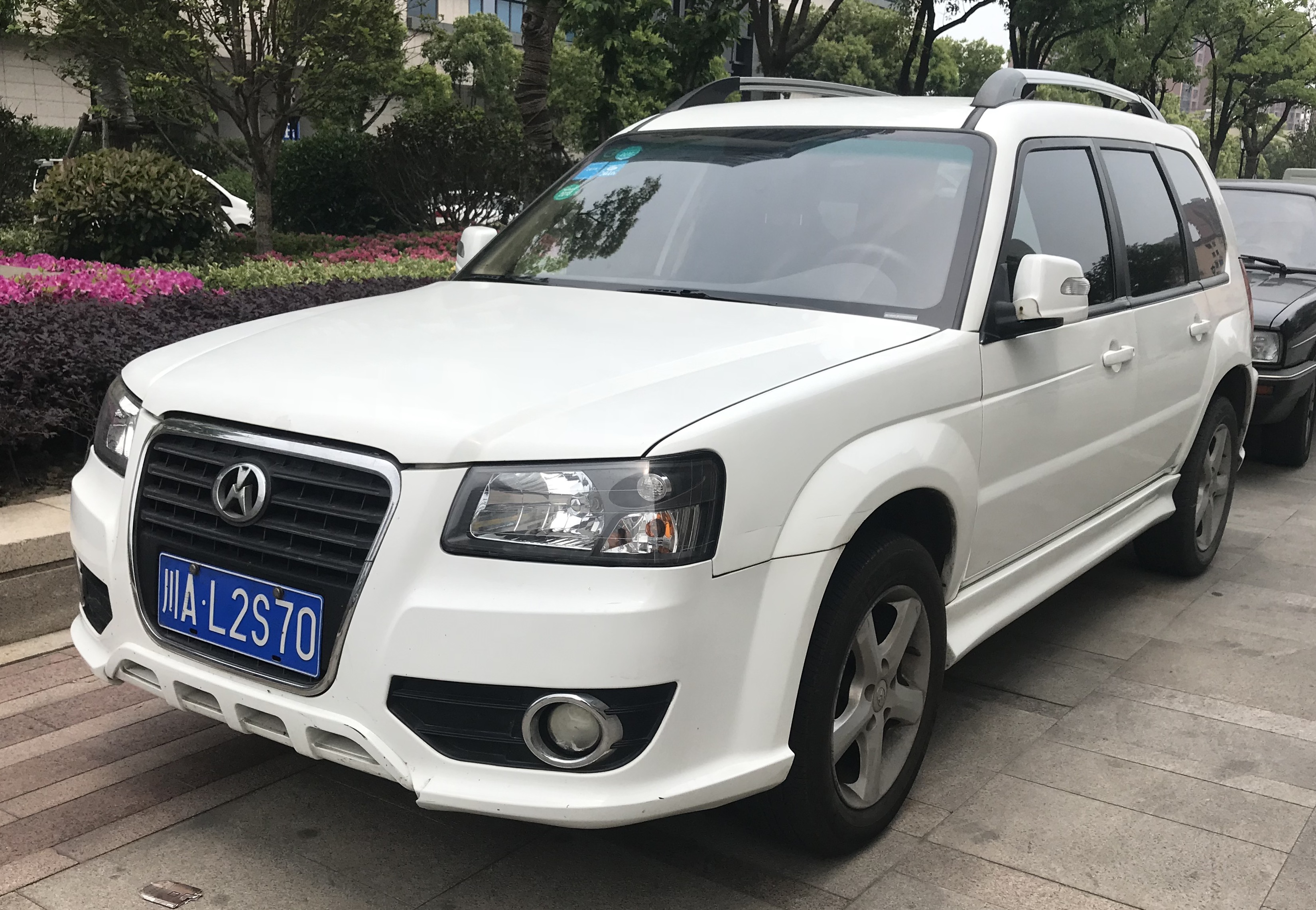
Yema F10

- SQJ6451/F99 (Subaru Forester parecido)
- F10 (Doble a Subaru Forester con una parrilla estilo Audi)
- F12 (Doble a Subaru Forester con una parte delantera estilo Kia)
- F16 (Doble a Subaru Forester con una parte delantera estilo Kia ligeramente diferente)
- T60 (博骏) (Desde 2018)
- T70 (CUV compacto, con 1.5T, 1.8L y 1.8T de cilindrada)
- T80 (CUV de tamaño mediano)

Vehículo de nueva energía (NEV)
- EC70 (CUV eléctrico basado en el T70)
- EC60 (CUV compacto eléctrico basado en el T60)
- EC30 (MPV eléctrico basado en el Spica)

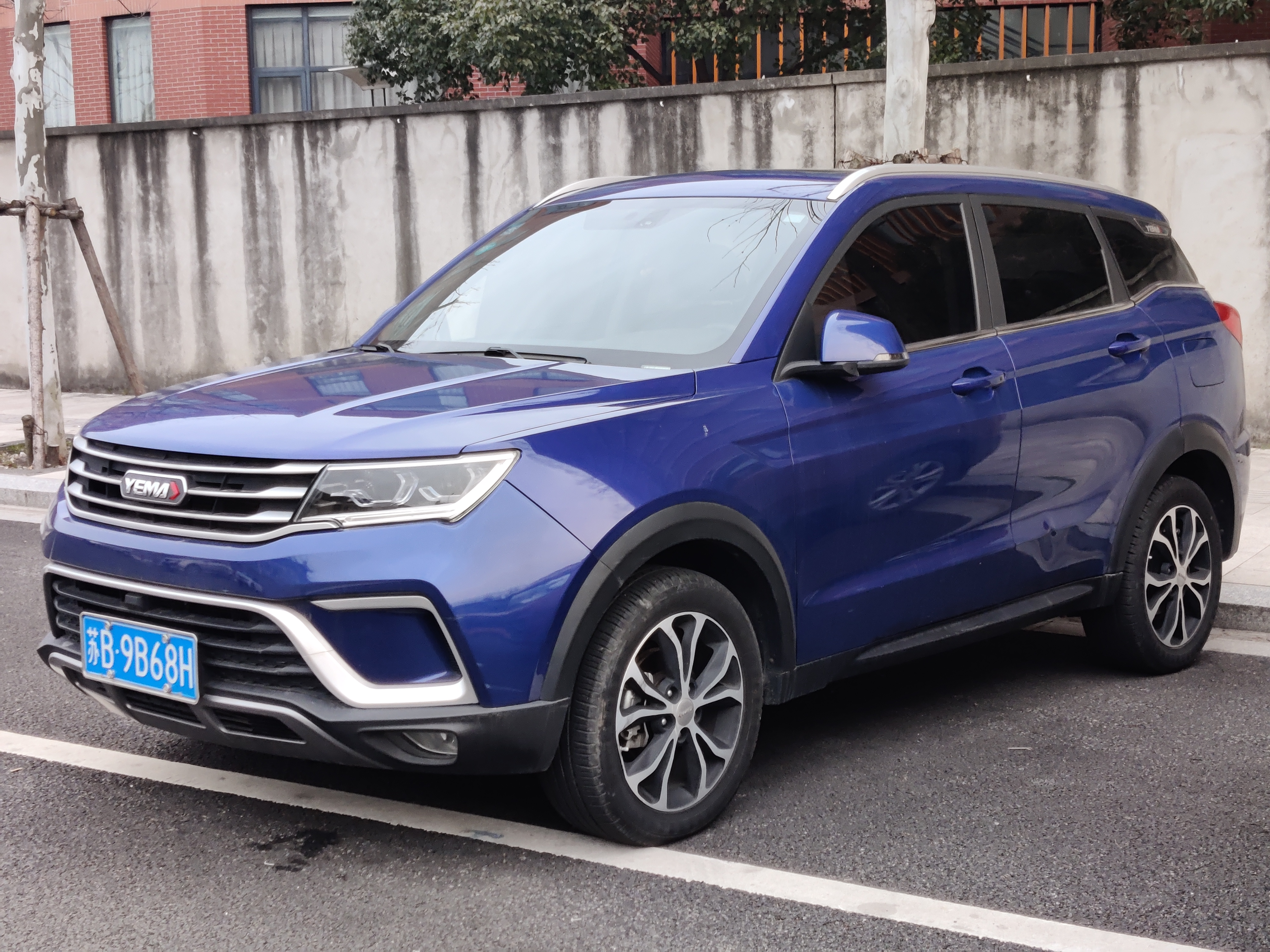
Yema Bojun
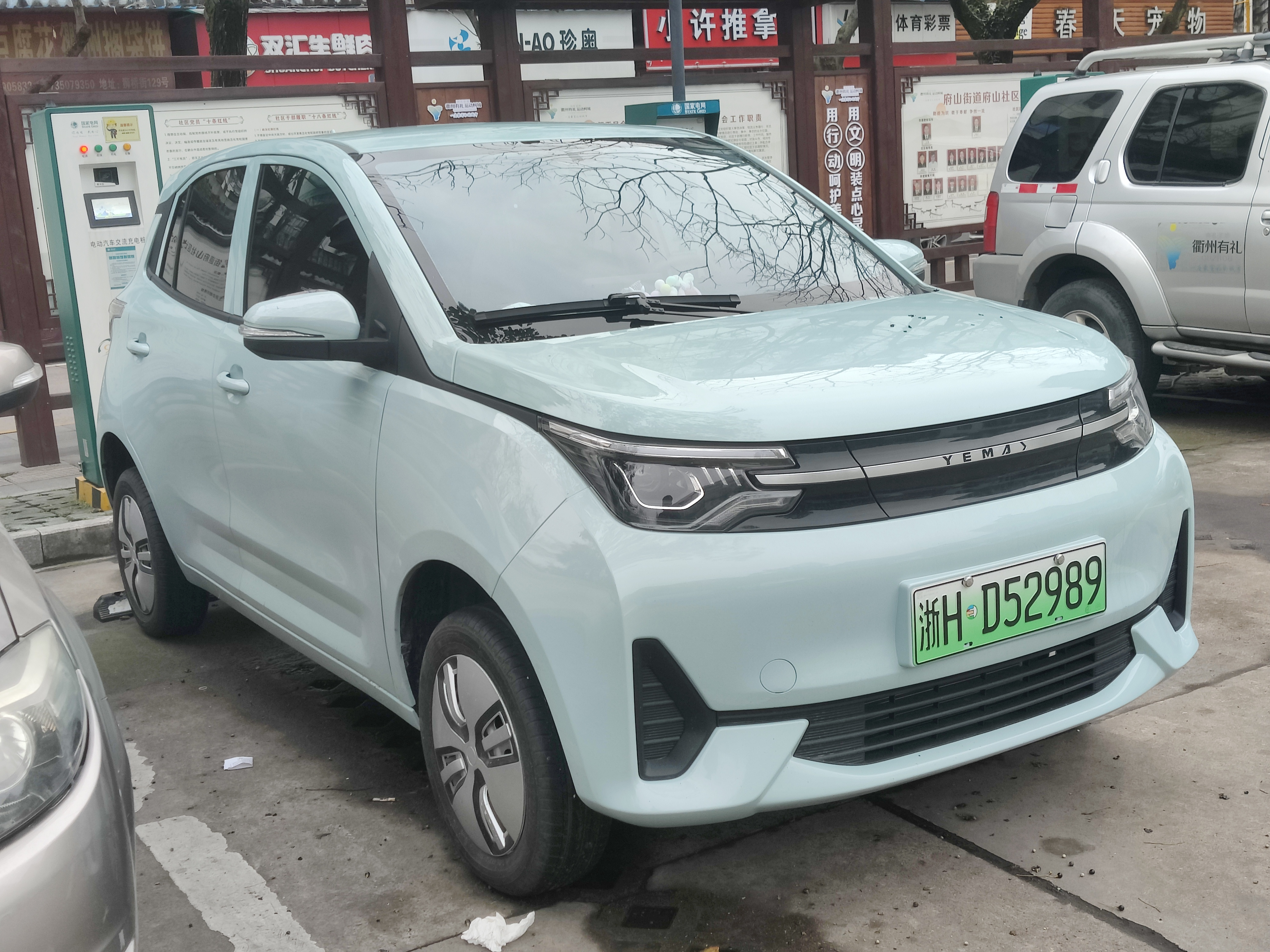
Yema Letin Mengo
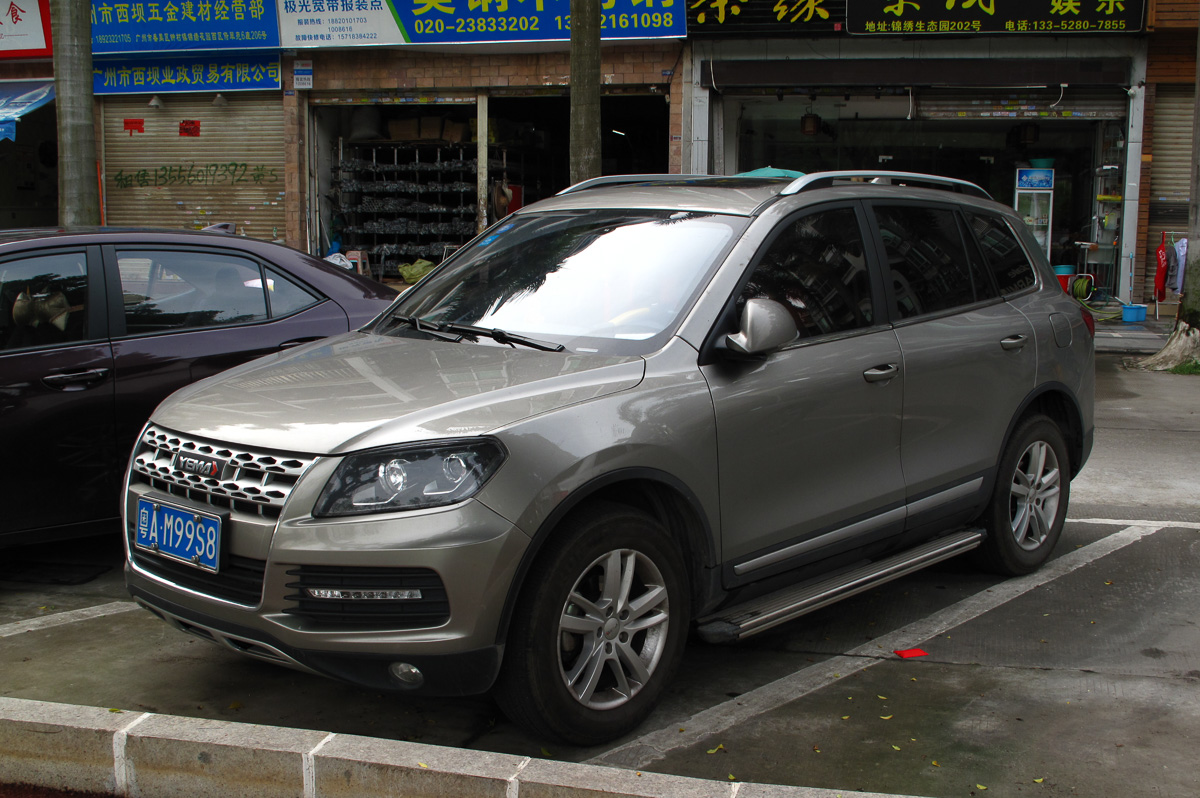
Yema T70
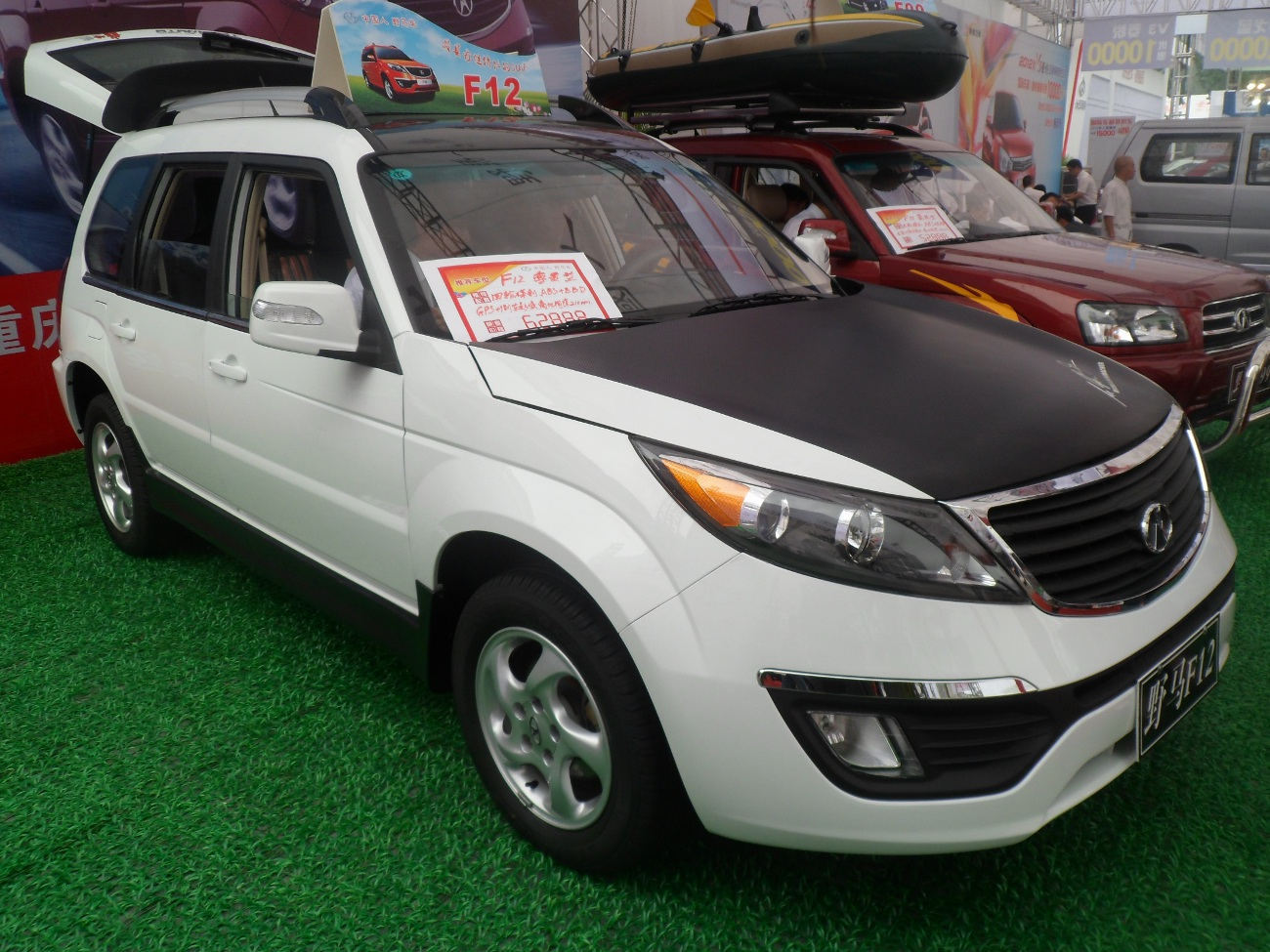
Yema F12
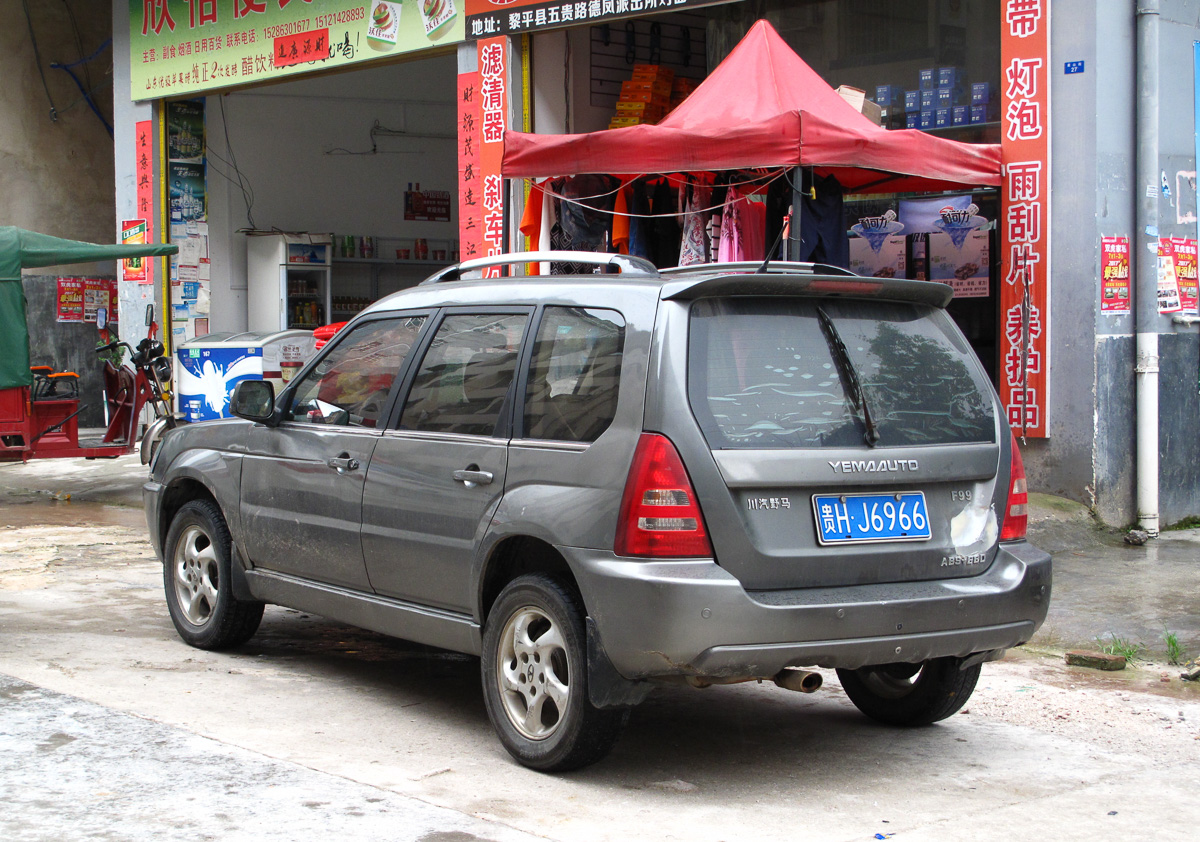
Yema F99 rear